# Alsóvadász
Alsóvadász község Borsod-Abaúj-Zemplén vármegyében, a Szikszói járásban.

## Fekvése
A Cserehát dombvidék déli részén, a Vadász-patak mellett fekszik, Szikszó városától 5 km-re északra, Miskolctól 22 km-re északkeletre. A szomszédos települések Szikszón kívül Homrogd 6 km-re északra és Aszaló 8 km-re délkeletre. (Alsóvadász és Jánosd környékének 1317-es leírásában még Dicháza (Dydych) is szerepel szomszédos településként.)

### Megközelítése
Csak közúton érhető el, a 2622-es úton, Szikszó vagy Homrogd érintésével.

## Története
A terület az őskor óta lakott. Ezt bizonyítja a 70-es években megtalált kőbalta, amely jelenleg a miskolci Herman Ottó Múzeumban tekinthető meg.
A honfoglalás után, a 11. században az Aba nemzetség alapította itt Alsóvadászt, az 1906-ban vele egyesített Jánosdot és egy harmadik falut, Vízvölgyet (Wyzwelg) is. Ez utóbbi rövid életű település volt, az Árpád-kor végén már nem létezett. Fennmaradt korabeli dokumentumok szerint Alsóvadász és Nyomár között feküdt, és feltehetően a tatárjárás során pusztult el.
Jánosd (Janustelky) első fennmaradt említése 1280-ból való. Neve valószínűleg tulajdonosának nevéből ered. A falu 1280-ban elnéptelenedett, de hamarosan ismét benépesült, amit egy dézsmáról szóló 1317-es feljegyzés bizonyít.
Alsóvadászt 1317-ben említik először Vadaz, azaz vadász néven, aminek az a magyarázata, hogy a település lakói az Árpád-korban királyi vadászok voltak.
1329-ben Miklósfalva néven is említik az oklevelek (Wadaz alio nomine Michlosfalwa), aminek az az oka, hogy a király Lőrinc fia Miklós zólyomi ispánnak adta a területet.
1403-ban Zsigmod király a Perényi család tagjának, Péternek adományozta Vadászt és Jánosdot. 1427-ben összeírást tartottak. Az összeírás során 64 portát jegyeztek fel. Egy-egy portán három-négy családfő (homines) lakott. Alsóvadász Szikszó után a környék második legnépesebb települése volt.
1588-ban török csapatok büntetőportyát tartottak Szikszó ellen. A Szikszóiak a fallal megerősített templomba menekültek. Az ágyúkkal felfegyverzett török ellen ugyan nem sokáig tudták volna magukat tartani, de Rákóczi Zsigmond jelentést kapott a támadásról, és csapatokat vezényelt Szikszó felmentésére. A felmentő csapatok Alsóvadászon találkoztak. A hosszas csatában 2000 török esett el, akiket az Alsóvadász felé vezető út és a Vadász-patak közé temettek. A néphit szerint az itt emelkedő mesterséges domb az elesett török harcosok sírjaiból magasodott fel; ezért is nevezik Törökhalomnak. A környező vármegyék sorra behódoltak a töröknek, de amikor Abaúj is sorra került, több helységben elbujdostak a behódolás helyett, Alsóvadász lakói pedig az egri töröknek adóztak.
A török hódoltság után a község hamar megújult. A Sherédy, majd a Békény család után a 16. században a Rákócziak birtoka lett.
A Rákóczi-szabadságharc során Alsóvadász elpusztult, 1720-ban a Csáky család telepítette újra. Később a fáji Fáy család lett a település ura.
A 19. század reformeszméi Alsóvadászra is eljutottak a református egyházon keresztül. A egyház óvoda építéséhez kezdett és emelte iskolájának színvonalát.
Fogarasi János jog- és nyelvtudós (Fogarasi-Czuczor: A magyar nyelv szótára) az 1820-as évek elején a Fáy családnál házitanítóskodott.
Tompa Mihály költő 1847. szeptember 25-én érkezett Alsóvadászra, és másnap a templomban szentelték lelkipásztorrá.
Az 1848-49-es szabadságharc idején Alsóvadászról Fáy Ferenc vezetésével nemzetőrök és honvédek álltak be Kossuth Lajos seregébe.
A 19. században a falu lakossága folyamatosan gyarapodott. 1851-ben 1153 református, 80 római katolikus, 220 görögkatolikus és 42 zsidó, azaz összesen 1295 fő élt a településen. 1869-ben 1570, 1900-ban pedig már 1745 volt a lakosok száma.
Alsóvadász és Jánosd községek 1906-ban egyesültek, megalkotva a mai Alsóvadász községet. Ekkoriban - a XIX. sz. közepétől - már fáji Fáy Árpád (sánta) volt a település leggazdagabb birtokosa. Fáy Árpádnak két malma is volt, egy Alsóvadászon , egy pedig Szikszó határában. Árpád kétszer házasodott, nagyobbik fia - Frideczky Jozefától - fáji Fáy Elemér előbb a közeli Monajon, később Irotán lett birtokos. A faluban mindenki jóindulatú, a munkásaival emberségesen bánó gazdaként ismerte a családot. (A család sírboltja a régi temetőben volt. Teljesen elpusztult, de 2010 körül a Fáy család jelzésértékűen helyreállította.)
A két világháborúnak itt is sok áldozata volt. Az első világháborúban 27, a második világháborúban 24 alsóvadászi katona esett el.
Az 1950-es években több családot telepítettek ki Alsóvadászról. Köztük volt Bethlen András gróf, az egykori miniszterelnök fia, valamint a Fáy család is, amely önként beadta földjeit és vagyonát a termelőszövetkezetbe, de a vörös katonákat ez sem elégítette ki. A családban a mai napig azt beszélik, hogy a katonák felkérték a család akkori fejét, Fáy Árpádot, vegye fel a kerítésnek támasztott puskát. Mire ő azt felelte: Ha felveszem, akkor lelőnek, mert fegyvert fogtam a vörös hatalom katonái ellen.
Az 1956-os forradalom idején erőszakos cselekmény nem volt a településen.

## Közélete

### Polgármesterei
- 1990–1994: Szatmári István (FKgP)[3]
- 1994–1998: Szatmári István (független)[4]
- 1998–2002: Kiss Lászlóné (független)[5]
- 2002–2006: Szatmári István (független)[6]
- 2006–2010: Kiss Lászlóné Gromócki Veronika (független)[7]
- 2010–2014: Kiss Lászlóné (független)[8]
- 2014–2019: Szemán János (független)[9]
- 2019–2024: Szemán János (Fidesz-KDNP)[10]
- 2024– : Vróbel László (független)[1]

## Népesség
A település népességének alakulása:
| Lakosok száma | 1531 | 1498 | 1511 | 1460 | 1454 | 1542 | 1543 |
|               | 2013 | 2014 | 2015 | 2021 | 2022 | 2023 | 2024 |

2001-ben a településen a lakosságnak 65%-át magyar, a 35%-át cigány származású  emberek alkották.
A 2011-es népszámlálás során a lakosok 97%-a magyarnak, 36,9% cigánynak, 0,3% németnek mondta magát (2,9% nem válaszolt; a kettős identitások miatt a végösszeg nagyobb lehet 100%-nál). A vallási megoszlás a következő volt: római katolikus 23,4%, református 47,7%, görögkatolikus 8,6%, felekezet nélküli 10,4% (9,1% nem válaszolt).
2022-ben a lakosság 94,5%-a vallotta magát magyarnak, 29,4% cigánynak, 0,3% németnek, 0,1% horvátnak, 0,1% bolgárnak, 1,2% egyéb, nem hazai nemzetiségűnek (5,4% nem nyilatkozott; a kettős identitások miatt a végösszeg nagyobb lehet 100%-nál). Vallásuk szerint 14,7% volt római katolikus, 21% református, 5,1% görög katolikus, 0,9% egyéb keresztény, 0,2% evangélikus, 0,1% ortodox, 20,8% felekezeten kívüli (36,7% nem válaszolt).

## Nevezetességek

### Közösség háza
A közösség háza több funkciót szolgál a településen. Többek között kiállításoknak ad otthont, és a község könyvtára is itt található. 2004 óta a kiállító terem állandó címerkiállításnak ad helyet.

### Református templom
A templom mai formáját kalandos élete során kapta: a 13. században épült román stílusban, majd a 14. században gótikus stílusban átalakították, 1629-ben felújították, 1786-ban pedig erősen átépítették. A tornyot 1811-ben, az északi bővítményt 1868-ban építették hozzá.
Kőfallal övezett, keletelt templom. Hajója nyújtott téglalap alapú, szentélye egyenes záródású. A déli hajófalon a bejárati toldalék fölött egy román kori ablak és egy apró, karéjos körablak látható, a szentélyen mérműves, csúcsíves ablakot tártak fel.
A templom a 19. században nagy felújításon esett át, a hajót kazettás, klasszicizáló festésű mennyezettel fedték, és a templom mai berendezése is akkor készült.
A hajó nyugati végében három íven nyugvó, falazott, a szentélyben és a bővítményben pedig fából készült karzat áll. Említést érdemel az egykori sekrestye ajtajának reneszánsz kőkerete is, amely az északi falban található.

### Református lelkészlak
A parókiaépület 1773-ban épült. 1830-ban nagyobb átépítésen esett át. A vályogfalazatú, deszkafödémes épületet kontyolt nyeregtető fedi. Az épület dísze az északkeleti oldalon végighúzódó boltívsoros, mellvédes tornác. Az utcai homlokzatot lizénák és a három ablak szalagkerete tagolja, és profilos párkányzat zárja le. 2010-ben tetőszerkezetét felújították.

### Világháborús emlékmű
A világháborús emlékmű a településen élt és a világháborúkban részt vett katonáknak állít emléket.  A falu polgárai a nemzeti ünnepeken megkoszorúzzák.

### fáji Fáy udvarház, -kúria
A falun átvezető út nagy kanyarjában, a falu északi részén áll a Fáy udvarház, -kúria és gazdasági épületei. Az épületegyüttest a kommunizmus idején államosították a hozzá tartozó szomszédos legénylakkal együtt.
A kúria, a kastély és melléképületei, továbbá a később épült hangárok, épületek sokáig a helyi Béke termelőszövetkezet irodái és gépállomása voltak. A kúria elfogadható állapotban van, vidéki klasszicista stílusát megőrizte, bár halványzöld színe vélhetően a szocialista idők terméke.  [forrás?]

## Díszpolgárok
- Farkas Géza (1874–1950) huszáralezredes, földbirtokos, a Tiszáninneni református egyházkerület főgondnoka, országgyűlési képviselő, felsőházi tag.[14]